# Tritonoharpa lanceolata
Tritonoharpa lanceolata là một loài ốc biển, là động vật thân mềm chân bụng sống ở biển trong họ Cancellariidae.

## Phân bố
Tritonoharpa lanceolat và có thể ở bờ biển tây nam Hoa Kỳ từ Bắc Carolina đến Florida. Loài này cũng có ở bờ Vịnh Mexico và các đảo của Biển Caribe. Chúng được tìm thấy chủ yếu vùng nước nông gần bờ thường giữa độ sâu 1m và 18m.